# トーン・フロート
『トーン・フロート』（Tone Float）は、1970年8月にイギリスのみでリリースされたオルガニザツィオーンのアルバム。
オルガニザツィオーンはクラフトワークの前身とも言えるバンドで、ラルフ・ヒュッターとフローリアン・シュナイダーが所属していた。

## 収録曲
1. "Tone Float" (20:46)
2. "Milk Rock" (05:24)
3. "Silver Forest" (03:19)
4. "Rhythm Salad" (04:04)
5. "Noitasinagro" (07:46)
6. "Vor Dem Blauen Bock" (11:16)　※1994年以降の再発盤のみ収録

6曲目「Vor Dem Blauen Bock」の正しい題名は「Ruckstoss Gondoliere (別名、Truckstop Gondelero)」とされるようである。

## パーソネル
- ラルフ・ヒュッター (Ralf Hütter) - ハモンドオルガン、オルガン
- バージル・ハムモウディ (Basil Hammoudi) - グロッケンシュピール、コンガ、ゴング、オルゴール、ボンゴ、ボイス
- フローリアン・シュナイダー・エスレーベン (Florian Schneider-Esleben) - 電気フルート、アルトフルート、ベル、トライアングル、タンブリン、エレクトリック・ヴァイオリン
- ブッチュ・ハウフ (Butch Hauf) - ベース、サウンドチューブ（英語版）、スレイベル、プラスチックハンマー
- フレート・メーニクス (Alfred "Fred" Mönicks) - ドラム、ボンゴ、マラカス、カウベル、タンブリン
- コニー・プランク (Konrad "Conny" Plank) - プロデューサー、エンジニア
- コーマス (Comus (Roger Wootton)) - カバーデザイン